# Brendan Cahill
Brendan John Cahill (ur. 28 listopada 1963 w Coral Gables, Floryda) – amerykański duchowny katolicki, biskup Victorii w Teksasie od 2015.

## Życiorys
Święcenia kapłańskie otrzymał 19 maja 1990. Został inkardynowany do archidiecezji Galveston-Houston. Po kilkuletnim stażu wikariuszowskim odbył w Rzymie studia doktoranckie z teologii dogmatycznej. W 1998 rozpoczął pracę w seminarium w Houston, a w 2001 został jego rektorem. W latach 2010–2014 kierował kurialnym sekretariatem ds. formacji kapłańskiej, a w 2014 objął stanowisko wikariusza biskupiego ds. duchowieństwa.
23 kwietnia 2015 papież Franciszek mianował go biskupem ordynariuszem diecezji Victoria w Teksasie. Sakry udzielił mu 29 czerwca 2015 metropolita Galveston-Houston - kardynał Daniel DiNardo.